# Ismail Serageldin

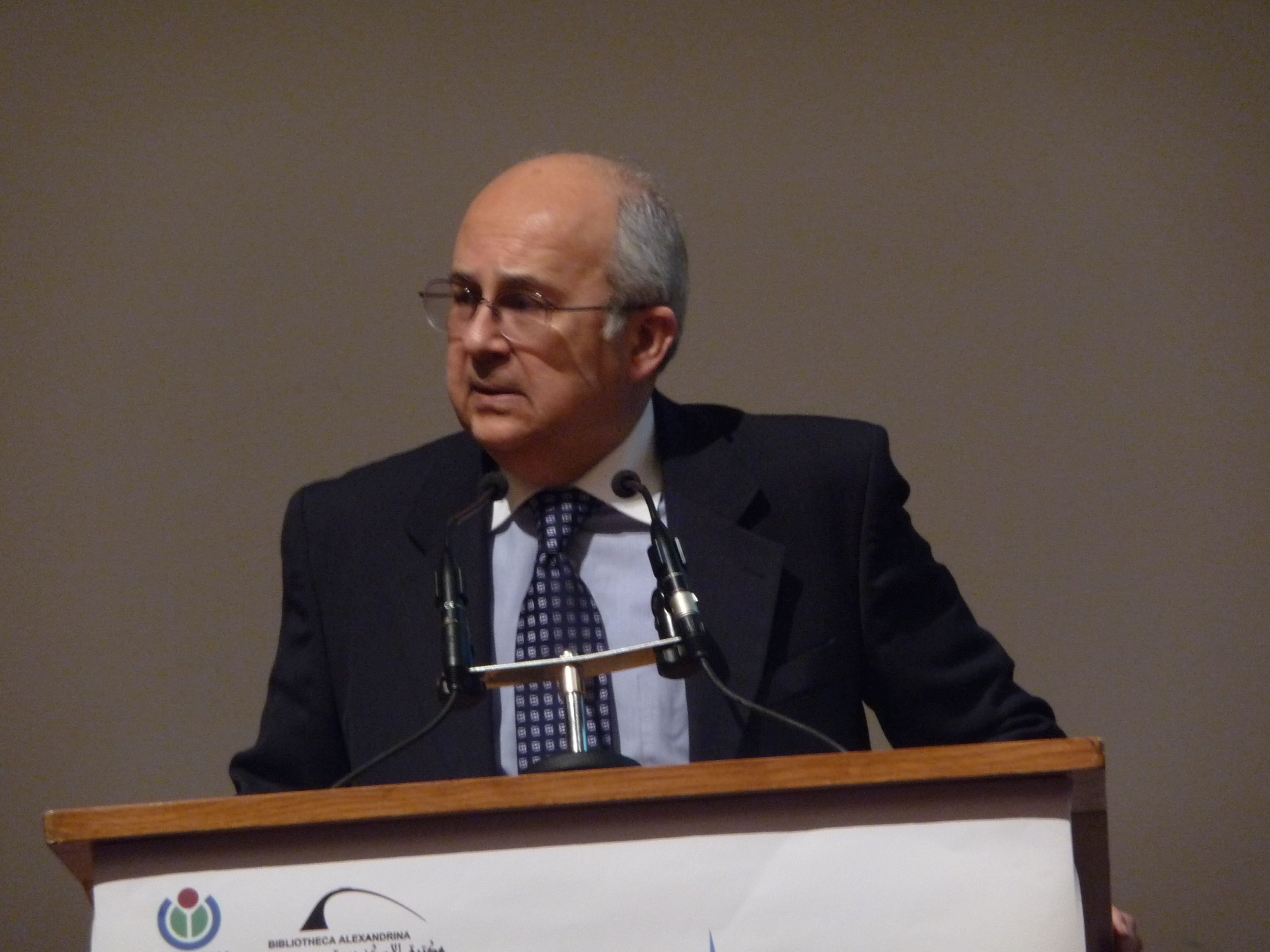
Ismail Serageldin, vid Wikimania-konferensen 2008.

Ismail Serageldin, född 1944 i Giza, Egypten, är direktör för Bibliotheca Alexandrina.
Serageldin är naturvetare, ekonom, miljöexpert, jurist, humanist och en stark tillskyndare av kultur och mänskliga rättigheter. Han har examen från Kairo universitet och Harvard och över 26 hedersdoktorat. Under drygt två decennier var han på Världsbanken och på 1990-talet tog han initiativet till att banken skulle stödja samarbeten och projekt på kulturområdet.
Han har formulerat sitt credo sålunda: Världen är mitt hem/ Mänskligheten är min familj/ Icke-våld är min troslära/ Fred, rättvisa, jämlikhet är mitt mål/ Engagemang, rationalitet, tolerans, dialog, lärande och förståelse är mina verktyg.
Bibliotheca Alexandrina är det nyuppbyggda, internationella biblioteket i Alexandria, den nutida efterföljaren till det bibliotek som Alexander den Store invigde 288 f Kr. Dagens bibliotek är ett intellektuellt centrum för forskning, lärande och dialog mellan kulturer och folk.